# Tualang Baru (Manyak Payed)
Tualang Baru is een bestuurslaag in het regentschap Aceh Tamiang van de provincie Atjeh, Indonesië. Tualang Baru telt 1641 inwoners (volkstelling 2010).